# Tochigi prefektur
Tochigi prefektur (栃木県 Tochigi-ken) är belägen i Kanto-regionen på ön Honshu, Japan. Residensstaden är Utsunomiya. Den har cirka 1,9 miljoner invånare.

## Administrativ indelning
Prefekturen var år 2016 indelad i fjorton städer (-shi) och elva kommuner (-machi).
Kommunerna grupperas i fem distrikt (-gun). Distrikten har ingen administrativ funktion utan fungerar i huvudsak som postadressområden.
Städer:
- Ashikaga, Kanuma, Mooka, Nasukarasuyama, Nasushiobara, Nikkō, Ōtawara, Oyama, Sakura, Sano, Shimotsuke, Tochigi, Utsunomiya, Yaita

Distrikt och kommuner:
- Haga distrikt: Haga, Ichikai, Mashiko, Motegi
- Kawachi distrikt: Kaminokawa
- Nasu distrikt: Nasu, Nakagawa
- Shimotsuga distrikt: Mibu, Nogi
- Shioya distrikt: Shioya, Takanezawa